# Ella Gunson
Elizabeth Gunson (Whangarei, 9 de julio de 1989) es una exjugadora neozelandesa de hockey sobre césped.

## Trayectoria
Gunson debutó con la selección neozelandesa en 2009. Tuvo su primera participación olímpica en Londres 2012. En el torneo avanzó hasta semifinales, pero perdió ante Países Bajos. En el partido por la medalla de bronce perdió contra Reino Unido. En Río 2016 volvió a llegar a semifinales, pero cayó contra Reino Unido. En el partido por el bronce olímpico perdió contra Alemania. Disputó su último Juego Olímpico en Tokio 2020.